# L-03F
L-03F (エル ゼロ さん エフ)は LG製のUSBドングル型通信モデムで、NTTドコモによる第3.9世代移動通信システム、Long Term Evolution（LTE）通信サービスXi（クロッシィ）に対応した端末である。Xi回線以外にもFOMAハイスピード通信が可能である。2014年2月にNTTドコモより開発が発表され、2014年夏モデルの一機種として発売された。

## 概要
クアッドバンド(800MHz/1.5GHz/1.7GHz/2.1GHz) 対応の受信時最大150Mbps、送信時最大50MbpsのXi超高速通信に対応したデータ通信端末。
国際ローミング（WORLD WING）に対応しており、3G通信、HSDPA/HSUPAでのローミングに対応している。またLTEローミングにも対応している。
USBコネクターは本体に収納できる回転式である。

## 歴史
- 2014年2月12日 - NTTドコモより発表[1]
- 2014年5月14日 - 事前予約開始
- 2014年5月29日 - 発売開始[2]

## アップデート・不具合など
2014年5月29日のアップデート
- 海外の一部地域において、通信が不安定となる場合がある不具合を修正する。
- ファームウェアバージョン番号がL03F10AからL03F10Bになる。

2015年1月20日のアップデート
- L-03F：一部のパソコンでL-03F本体が認識されない場合がある不具合を修正する。
- Connection Manager（Windows OS）：Connection Managerの特定の画面が正しく表示されない場合がある不具合を修正する。
- Connection Manager（Mac OS）：ソフトウェア更新の通知が正しく表示されない場合がある不具合を修正する。
- ファームウェアバージョン番号がL03F10A、L03F10BからL03F10Cになる。